# The Cowboy and the Frenchman
The Cowboy and the Frenchman är en kortfilmskomedi från 1988 av regissören David Lynch. 
Filmen handlar i korta drag om David Lynchs syn på mycket stereotypa fransmän. Harry Dean Stanton spelar en av rollerna.